# Saurav Ghosal
Saurav Ghosal (* 10. August 1986 in Kalkutta) ist ein indischer Squashspieler.

## Leben
Er studierte Wirtschaftswissenschaften an der University of Leeds und schloss sein Studium 2008 mit Bestnote ab. Anfang 2017 heiratete er Diya Pallikal, die Schwester der Squashspielerin Dipika Pallikal.

## Karriere
Schon in seiner Juniorenkarriere gewann Saurav Ghosal mehrere wichtige Turniere, darunter die British Junior Open 2004. Seine professionelle Karriere begann er bereits 2003 und gewann elf Titel auf der PSA World Tour. Seine höchste Platzierung in der Weltrangliste erreichte Saurav Ghosal mit Rang zehn im April 2019. Bei den Weltmeisterschaften im Doppel wurde er 2004 in Chennai an der Seite von Ritwik Bhattacharya Vizeweltmeister. 2006 gewann er bei den Asienspielen in Doha die Bronzemedaille im Einzel. Für diesen Erfolg wurde er mit dem Arjuna Award ausgezeichnet. Bei den darauffolgenden Spielen 2010 in Guangzhou errang Saurav Ghosal sowohl erneut im Einzel als auch mit der Mannschaft jeweils Bronze. Mit der indischen Nationalmannschaft nahm er bereits 2005, 2007, 2009, 2011, 2013 und 2017 an Weltmeisterschaften teil. 2022 gewann er mit ihr die Asienmeisterschaften. Er wurde bislang 13 Mal indischer Landesmeister. Bei der Weltmeisterschaft 2013 zog er erstmals in seiner Karriere ins Viertelfinale ein. Er war der erste indische Squashspieler, dem dies gelang. 2014 gewann er im Einzel die Silber- und mit der Mannschaft die Goldmedaille bei den Asienspielen. 2017 wurde er zunächst Vizeasienmeister im Einzel, ehe ihm 2019 der Titelgewinn gelang. Bei den Commonwealth Games 2018 erreichte er mit Dipika Pallikal das Endspiel der Mixedkonkurrenz, in dem sie Donna Urquhart und Cameron Pilley unterlegen waren. Im April 2022 wurden Ghosal und Pallikal Weltmeister im Mixed. Im August 2022 sicherte sich Ghosal bei den Commonwealth Games in Birmingham sowohl im Einzel als auch im Mixed mit Dipika Pallikal die Bronzemedaille. Bei den 2023 ausgetragenen Asienspielen 2022 in Hangzhou gewann er im Einzel nach einer Finalniederlage gegen Eain Yow Ng abermals die Silbermedaille, während er sich mit der Mannschaft die Goldmedaille sicherte.
Im April 2024 beendete Ghosal seine Profikarriere, stellte sich aber für weitere internationale Einsätze für die indische Nationalmannschaft zur Verfügung. Im Februar 2025 begann er erneut auf der Squash Tour zu spielen.

## Erfolge
- Vizeweltmeister im Doppel: 2004 (mit Ritwik Bhattacharya)
- Weltmeister im Mixed: 2022 (mit Dipika Pallikal)
- Asienmeister: 2019
- Asienmeister mit der Mannschaft: 2022
- Gewonnene PSA-Titel: 11
- Commonwealth Games: 1 × Silber (Mixed 2018), 2 × Bronze (Einzel und Mixed 2022)
- Asienspiele: 2 × Gold (Mannschaft 2014 und 2022), 2 × Silber (Einzel 2014 und 2022), 5 × Bronze (Einzel 2006, 2010 und 2018, Mannschaft 2010 und 2018)
- Indischer Meister: 13 Titel (2004, 2006–2013, 2015–2017, 2020)